# Église Saint-Léger de Lucheux
L'église Saint-Léger de Lucheux est située à Lucheux dans le département de la Somme à environ 5 km au nord de Doullens.

## Histoire
L'église Saint-Léger de Lucheux est l'ancienne église du prieuré fondé en 1095 par Hugues II Campdavesne, comte de Saint-Pol et seigneur de Lucheux. Des moines de l'abbaye de Molesme, en Bourgogne, vinrent s'installer à Lucheux à la demande du comte. 
Elle porte le nom de Saint-Léger, évêque d'Autun martyrisé en forêt de Lucheux au VIIe siècle. La construction de l'église débuta au XIIe siècle. Les voûtes datent du XVIe siècle, les collatéraux des XVIe et XVIIe siècles.

## Caractéristiques
La façade de l'église construite en pierre est très sobre et date des XVIe et XVIIe siècles.
Le chœur et la nef ont gardé de très beaux chapiteaux romans du XIIe siècle. Certains d'entre eux illustrent les péchés capitaux. Les arcades en plein cintre de la nef reposent sur des piliers cylindriques. Certaines voûtes voûtes d'ogives datent du XIIe siècle est sont ainsi parmi les plus anciennes de France.
Un vitrail représente l'exécution de saint Léger (deux des trois hommes chargés de la besogne s'étaient convertis in extremis et avaient refusé de l'exécuter, on les voit agenouillés, les mains jointes, devant le martyr, le troisième est derrière lui, l'arme levée, prêt à le décapiter).
Le maître-autel du XVIIIe siècle provient de l'ancienne chapelle du château.